# L'Ottava
L'Ottava è stata una casa editrice italiana, fondata nel 1985 dal cantautore Franco Battiato.

## Storia
L'Ottava ha pubblicato quattordici libri di vari autori (distribuiti da Longanesi) e sei dischi.
Il progetto di dare vita alla casa editrice – spiegato dallo stesso Battiato durante una puntata di Domenica In del 1985 – nacque anche dalla collaborazione con Henri Thomasson, allievo di Gurdjieff e fondatore in Italia della Scuola che fa capo al suo insegnamento. L'Ottava, infatti, è stata la prima casa editrice a pubblicare in lingua italiana i libri del mistico greco-armeno. Al suo attivo, anche libri sulla filosofia sufi e in genere, sulla conoscenza interiore e spirituale. Alcuni libri della casa editrice sono stati poi ripubblicati da Neri Pozza. I titoli non ripubblicati sono oggi pressoché introvabili.
Fra i collaboratori de L'Ottava, alcuni intellettuali, fra cui Francesco Messina (cofondatore della casa editrice), Enrico Maghenzani, Paolo Urizzi e Fabio Bagnasco.

## Libri pubblicati
| ISBN          | Anno | Titolo                                                                 | Autore                     | Collana      | Note |
| ------------- | ---- | ---------------------------------------------------------------------- | -------------------------- | ------------ | --- |
| 88-304-0594-9 | 1985 | Vedute sul mondo reale. Gurdjieff parla ai suoi allievi                | Georges Ivanovič Gurdjieff | L'Ottava, 1  | traduzione di Igor Legati da Gurdjieff parle à ses élèves                                                                            |
| 88-304-0595-7 | 1985 | Her-Bak. Cecio                                                         | Isha Schwaller de Lubicz   | L'Ottava, 2  | illustrazioni di Lucie Lamy; premessa di Alessandro Boella, Antonella Galli; traduzione di Igor Legati                               |
| 88-304-0634-1 | 1986 | Her-Bak. Discepolo                                                     | Isha Schwaller de Lubicz   | L'Ottava, 3  | illustrazioni di Lucie Lamy; traduzione di Igor Legati da Her-Bak disciple de la sagesse égyptienne                                  |
| 88-304-0666-X | 1986 | Il saggio di Bandiagara                                                | Amoud Hampatè Bâ           | L'Ottava, 4  | traduzione di Igor Legati da Vie et enseignement de Tierno Bokar                                                                     |
| 88-304-0689-9 | 1986 | La rasatura del prato e la costruzione di sé. Alla scuola di Gurdjieff | Fritz Peters               | L'Ottava, 5  | prefazione di Henry Miller; a cura di Giuliano Boccali; traduzione di Manuela Boccali, Maria Cristina Vidi da Boyhood with Gurdjieff |
| 88-304-0737-2 | 1987 | Anima                                                                  | Sōseki Natsume             | L'Ottava, 6  | prefazione di Gian Carlo Calza; traduzione di Nicoletta Spadavecchia da Kokoro                                                       |
| 88-304-0798-4 | 1987 | Prima dell'alba                                                        | Henri Thomasson            | L'Ottava, 7  | traduzione di Igor Legati da Batailles pour le présent                                                                               |
| 88-304-0839-5 | 1988 | I racconti di Belzebù al suo piccolo nipote vol. 1                     | Georges Ivanovič Gurdjieff | L'Ottava, 8  | traduzione di Letizia Comba, Igor Legati da Récits de Belzébuth à son petit-fils                                                     |
| 88-304-0878-6 | 1989 | Bananananda                                                            | Leo Anfolsi                | L'Ottava, 9  | |
| 88-304-0959-6 | 1990 | I racconti di Belzebù al suo piccolo nipote vol. 2                     | Georges Ivanovič Gurdjieff | L'Ottava, 10 | |
| 88-304-1090-X | 1992 | Bagliori dell'anima. Meditazioni sulla mia ricerca                     | Henri Thomasson            | L'Ottava, 11 | traduzione di Igor Legati |
| 88-304-1095-0 | 1993 | Guanciale d'erba                                                       | Sōseki Natsume             | L'Ottava, 12 | traduzione di Lydia Origlia da Kusamakura                                                                                            |
| 88-304-1228-7 | 1994 | Il segreto dei segreti                                                 | 'Abd al-Qadir al-Gilani    | L'Ottava, 13 | interpretato da Tosun Bayrak Al-Jerrahi; traduzione di Paolo Urizzi                                                                  |
| 88-304-1229-5 | 1995 | Sedute mistiche                                                        | Ibn Al-Arif                | L'Ottava, 14 | a cura e traduzione di Paolo Urizzi                                                                                                  |

## Dischi pubblicati
| Anno | Titolo                   | Autore                            |
| ---- | ------------------------ | --------------------------------- |
| 1988 | Saro Cosentino           | Saro Cosentino                    |
| 1988 | L'ombra del mio cuore    | Osvaldo Coluccino                 |
| 1988 | Sohbet                   | Kudsi Erguner, Mahmud Tabrizizade |
| 1988 | Alla corte di Nefertiti  | Giusto Pio                        |
| 1988 | Te Deum                  | Juri Camisasca                    |
| 1988 | A casa di Ida Rubinstein | Giuni Russo                       |